# WHAT THE GOLF?
『WHAT THE GOLF?』は、デンマークのインディーゲームスタジオTribandが開発・発売したゲームソフト。

## 概要
ショットしたものをホールに入れるというゴルフのシステムをもとにしたミニゲームを基本としているが、その大半は本来のゴルフから大きく逸脱している。内容は、ゴルフボールの代わりにゴルファーや建物などを飛ばしたり、宇宙空間を舞台としたり、さらにはサッカーなどの異種競技や横スクロールアクションゲーム風ステージなどゴルフですらないものまで含まれるという不条理なもので、それらがコミカルに描かれている。
本作は開発スタッフのゴルフ嫌いが高じて制作されたソフトである。当初はフロム・ソフトウェアのゲームソフト『DARK SOULS』にインスパイアされたゴルフゲーム『Golf VS Evil-The Dark Holes of Minigolf』を開発していたが、スタッフのモチベーションの低さから上手くいかず、次に手掛けたゴルフゲームも同様の結果を辿った。そうした中でスタッフは「ゴルフは退屈」という考えに至り、誰もゴルフ好きではないことが明確になったため、これまで開発してきた内容を大幅に変更し本作の開発が進められた。
2018年にはクラウドファンディングサイト「Fig」を通じてバッカーを募集し、5万ドルの目標額に対し6万344ドルの資金が集められた。
発売後の無料アップデートとして、2020年11月には冬に関する新ステージを追加する「It's Snowtime」が、2021年7月には穴をテーマとする新ステージを追加する「A Hole New World」が配信された。

## ゲームモード
パーティーモード以外はオンラインランキングに対応している。
メインキャンペーン
謎の研究室の内部を移動しながら様々なステージを攻略していくモード。現状の打数とクリア達成率50％、75％、100％時点の打数がアップロードされる。
パーティーモード
2人プレイ用の対戦モード。全12ステージで構成されている。
最初の11ステージは、操作キャラクターが先にゴール地点に到達すれば勝利となる。
最終ステージは、それまでの勝利数をライフとした対決を円形ステージで行う。体当たりで相手を弾き飛ばすことができ、周囲にいるカニにぶつけるとライフが減少、先に0になったほうが敗北となる。
デイリーチャレンジ
日替わりで設定される数ステージをクリアし総打数を競うモード。
かかってきなさい！
高難易度のステージを連続でプレイしクリアまでの総打数を競うモード。
エピソード
本作におけるサイドストーリー。4つで構成され、それぞれスポーティー・スポーツ、イッツ・スノータイム！、ホール・ニューワールド、アモングゴルフで構成されている。

## 受賞・ノミネート
- IndieCade（英語版） Europe Awards 2018 「Grand Prize」受賞[13]
- SXSW Gaming Awards 2019 「Gamer's Voice: Video Game」ノミネート[14]
- IGF Awards 2019 「Excellence in Design」ノミネート[15]
- IGN The Best Mobile Game of 2019 受賞[16]
- The Game Awards 2019（英語版） 「Best Mobile Game」ノミネート[17]
- 第23回D.I.C.E. Awards（英語版） 「Outstanding Achievement for an Independent Game」「Portable Game of the Year」ノミネート[18]
- 第20回Game Developers Choice Awards（英語版） 「Best Mobile Game」受賞[19]
- 第16回英国アカデミー賞ゲーム部門（英語版） 「EE Mobile Game of the Year」ノミネート[20]
- 2020 Webby Awards（英語版） 「Best Game Design」「Best User Experience」ノミネート[21]
- Nordic Game Awards 2020 「Best Fun for Everyone」受賞、「Nordic Game of the Year – Small Screen」「Best Game Design」ノミネート[22]
- 16th International Mobile Gaming Awards（英語版） 「Excellence in Innovation」受賞[23]